# دهستان اورنسه
دهستان اورنسه (به اسپانیایی: Ourense) یک شهرستان و شهر در اسپانیا است که در استان اورنسه واقع شده‌است.

## خصوصیات
دهستان اورنسه ۸۵٫۲ کیلومترمربع مساحت و ۱۰۸٬۰۰۲ نفر جمعیت دارد و ۱۳۲ متر بالاتر از سطح دریا واقع شده‌است.